# Poesía española contemporánea
Se puede considerar la poesía española como contemporánea a partir de la segunda mitad del siglo XX, emancipada de la literatura de posguerra. Alrededor del año 1960 comenzó a surgir una nueva promoción joven de poetas y creadores cuyos cánones estilísticos se diferenciaban de los de sus más inmediatos predecesores.

## Los Novísimos y sus coetáneos
Como reacción frente a la poesía social aparece a finales de los años 60 un nutrido grupo de poetas cuya más relevante característica fue una gran atención a la forma, atención que la poesía social no había situado en primer lugar en su concepción del hecho poético, y un marcado interés hacia los fenómenos que han recibido el nombre de cultura de masas: cine, cómic, música pop, entre otros.
De entre todos ellos, el historiador literario Josep María Castellet eligió a los que incluye en su antología Nueve novísimos poetas españoles. Este libro tuvo una gran repercusión de forma inmediata ya que supuso un verdadero cambio y ocasionó una gran polémica en cuanto al criterio de selección y a la forma de entender la poesía de los poetas antologados. Los nueve novísimos eran: José María Álvarez, Félix de Azúa, Guillermo Carnero, Pere Gimferrer, Antonio Martínez Sarrión, Vicente Molina Foix, Ana María Moix, Leopoldo María Panero y Manuel Vázquez Montalbán.
El poeta Pere Gimferrer a los veinte años consigue el Premio Nacional de Literatura con Arde el mar, el título que simboliza en mayor medida a esta generación. En 1970 abandonó la escritura en castellano, que ha retomado recientemente con libros como Amor en vilo. Su “Oda a Venecia ante el mar de los teatros” inauguró la estética veneciana. La muerte en Beverly Hills recrea paisajes emocionales mediante la imaginería del mundo cinematográfico.
De Guillermo Carnero destaca su visión personal del amor y el cultivo de la metapoesía, además del gusto por formas métricas clásicas. José María Álvarez ha publicado un único título, Museo de Cera, que ha ido ampliando en siete nuevas ediciones. La poesía social de sus comienzos pasa a un cierto decandentismo culturalista en sus últimas entregas. Leopoldo María Panero se configura como poeta maldito desde la producción del documental El desencanto (1976) por Jaime Chávarri, malditismo que se acentuaría, junto a un empeoramiento de su estado de salud, hasta llegar a la publicación de Poemas del manicomio de Mondragón. El resto de miembros de la antología se dedicaron más tarde a la narrativa excepto en el caso de Manuel Vázquez Montalbán, que durante unos años siguió escribiendo poesía, de un marcado carácter social, y novela.
A pesar de que no fueron incluidos en la canónica nómina de José María Castellet, es posible considerar la obra de poetas como Antonio Colinas, Luis Alberto de Cuenca, Luis Antonio de Villena o Jaime Siles como las más afines a los novísimos.
La evolución poética de Luis Alberto de Cuenca es un caso muy particular. Desde una postura cercana a la “novísima” por su culturalismo (Scholia), evoluciona de forma paulatina hacia una poesía realista, de temas cotidianos, delicadas emociones y fino sentido del humor. (La caja de plata, El otro sueño). Luis Antonio de Villena recrea en sus primeros libros un mundo mítico basado en la cultura clásica y bizantina (El viaje a Bizancio), aunque en títulos posteriores se ha acercado más al prosaísmo (Los gatos príncipes). Jaime Siles ha publicado libros muy diversos, desde los que se acercan a la poesía pura y visionaria (Canon) hasta los que lo hacen a una más formalista y clásica pero también más cercana a la realidad (Semáforos, semáforos).
José Miguel Ullán destaca en la línea de la poesía visual (De un caminante enfermo que se enamoró donde fue hospedado) y Juan Luis Panero combina en sus poemas el culturalismo con el intimismo. Jenaro Talens y Aníbal Nuñez (autor de Cuarzo) son también poetas destacados que reflexionan sobre temas clásicos de la poesía como el amor, la soledad y la muerte.
Cultivando una poesía más clásica en forma y fondo se encuentran Antonio Carvajal, Miguel d'Ors y Eloy Sánchez Rosillo. Carvajal, autor de Tigres en el jardín, es partidario de un lenguaje barroco que sin embargo no comulga con los postulados novísimos; busca el esteticismo y para ello se vale de metáforas y formas clásicas como el soneto. D’Ors se caracteriza por una lírica humanizada e intimista a la que añade su particular visión de la existencia y una fina ironía; es autor de Curso superior de ignorancia y Hacia otra luz más pura. En Sánchez Rosillo, ganador del Premio Adonáis con Maneras de estar solo (1977), se presentan simultáneamente los tonos celebrativo y elegíaco, con predominio del segundo; trata de forma grave los mayores temas existenciales; es también autor de Elegías, Autorretratos y La certeza, Premio de la Crítica.

## Años ochenta: poesía figurativa, poesía metafísica, irracionalismo
Como reacción al culturalismo, los poetas Álvaro Salvador, Luis García Montero y Javier Egea escriben en Granada el manifiesto La otra sentimentalidad, que reivindica una poesía realista, con un léxico sencillo, situaciones cotidianas y búsqueda de la emoción. Los modelos de esta promoción hay que buscarlos en los poetas del 50, especialmente en Jaime Gil de Biedma, Ángel González y Francisco Brines.
Luis García Montero se ha convertido en el mayor representante de esta corriente de poesía llamada “poesía de la experiencia”. Ganó el Premio Adonáis con El jardín extranjero (1982), libro al que siguieron Diario cómplice (1988), Las flores del frío (1991), Habitaciones separadas (1994), Completamente viernes (1999) y La intimidad de la serpiente (2003), con los que cosechó el Premio Nacional de Literatura, el Premio de la Crítica, o el Premio Loewe. La mayor parte de sus poemas son de tema amoroso, especialmente en escenarios nocturnos, aunque también abundan los de reflexión existencial.
Felipe Benítez Reyes es otro representante destacado de este grupo. Sus temas preferidos, además del amoroso, son la memoria, el paso del tiempo y la propia literatura. Es autor de, entre otros, Los vanos mundos y Vidas improbables, ganador del Premio de la Crítica y del Premio Loewe.
Carlos Marzal, cuyo reconocimiento llegó algo más tarde que el de sus dos predecesores, ganó el Premio de la Crítica con Metales Pesados (2001), y en 2002 el Premio Nacional de Literatura por el mismo poemario. Marzal, desde una poesía realista, escéptica e irónica, meditativa sobre el amor o la amistad (La vida de frontera), pasa, sin embargo, a una menos figurativa y más cuidada.
Jon Juaristi (Bilbao, 1951) se aleja levemente de estos planteamientos, ya que en él predomina un tono melancólico y desengañado ante la realidad y ante él mismo, cubierto con una sutil ironía. Destacan su reinterpretación de los clásicos y su preocupación por el problema vasco. Es autor de obras como Diario de un poeta recién cansado o Tiempo desapacible.
Otros autores cercanos a estos planteamientos son Francisco Bejarano, José Mateos, Javier Salvago, Abelardo Linares, Juan Lamillar y José Antonio Mesa Toré, andaluces todos ellos, que hablan del amor y la nostalgia con lenguaje sencillo y directo y con métrica tradicional. Poeta intimista y amigo de las formas es Justo Navarro.
Andrés Trapiello, en poemarios como La vida fácil, defiende una poesía tradicional, de tono sereno y basada en modelos como Unamuno o los Machado. También leonés, Julio Llamazares se encuentra a medio camino entre un simbolismo y una serenidad similar a la de Trapiello, y una nueva poesía épica del mundo rural, que recuerda la intrahistoria.
A mediados de la década, un conjunto de autores que se agruparon bajo lo que ellos mismos denominaron la Diferencia, reivindicaron la independencia y libertad literarias, frente a la Poesía de la Experiencia, que consideraban tendencia dominante, protegida, tal y como afirmaban en sus poéticas y textos teóricos, por los poderes públicos. Dentro de esta corriente de la Diferencia destacan los escritores Antonio Enrique, José Lupiañez y Fernando de Villena.
Aunque en un principio cualquier desmarcamiento del paradigma oficial validaba las propuestas de esta corriente, sus autores fundacionales fueron derivando hacia un tipo de poesía formalmente más exigente, lejos de la lengua coloquial y las temáticas urbanas. Dicha estética, más cercana a la generación del 60 (poetas como Antonio Hernández Ramírez, Ángel García López, Rafael Soto Vergés o Jesús Hilario Tundidor) que a los poetas de la Generación del 50, propugnaba una mayor consistencia verbal en orden a la atención de los recursos estilísticos, dentro de un lenguaje más figurativo, esto es permeable a los símbolos y metáforas, ya que consideraban el cultivo de la imagen esencial al discurso poético, así como una preocupación temática que excedía los ámbitos de la cotidianeidad. Frente a una sociedad cada vez más uniformada, tal y como afirmaban en su teoría poética, en sus hábitos y pensamiento, el objetivo de estos autores fue la diversidad y la disidencia.
En cuanto a poesía épica, destacan los nombres de Julio Martínez Mesanza, Julio Llamazares y Juan Carlos Suñén. En ellos domina el trasfondo moral. Mesanza, a través de endecasílabos, recrea en su poemario Europa los temas de la valentía y el honor, con escenarios clásicos o medievales pero con un reflejo en la vida moderna. Suñén es autor de Un hombre no debe ser recordado, Premio Rey Juan Carlos.
Surge asimismo una corriente de poesía enmarcada en el irracionalismo, alejada de los postulados de la poesía de la experiencia. Dentro de este grupo destacan poetas como el leonés Juan Carlos Mestre, autor de poemarios como Antífona de otoño en el valle del Bierzo, premio Adonáis, La poesía ha caído en desgracia o En la tumba de Keats; o Blanca Andreu, ganadora del Adonais con De una niña de provincias que se vino a vivir en un Chagall, poemario que justifica su neosurrealismo y su postura irracional con las constantes alusiones a la droga. Pero si habláramos de ruptura encontramos al también destacado Fernando Beltrán, cuyo "Aquelarre en Madrid", accésit del premio Adonáis el año que lo gana Luis García Montero, supone un claro ejemplo de poesía rupturista con el pasado culturalista y una apuesta por la vanguardia poética. Posteriormente su poesía se orientará también por el lado social, aunque sin abandonar nunca un cierto irracionalismo y surrealismo. Otros nombres asociados a la corriente irracionalista son Luisa Castro, Amalia Iglesias o Ángel Petisme.
Otra corriente sería la poesía metafísica o del silencio, representada por autores como Miguel Casado, Esperanza López Parada, Andrés Sánchez Robayna, Álvaro Valverde, Vicente Valero, Olvido García Valdés, Pedro Provencio y Ada Salas que defienden una poesía minimalista en la que cobran suma importancia los espacios entre palabras. Partícipe de la reflexión metafísica y del hermetismo formal es la poesía de José Carlos Cataño. Aunque es difícil encontrar grandes semejanzas en sus planteamientos, suele agrupárseles por no pertenecer a la corriente dominante.
Es notable la proliferación de poemarios sobre el erotismo desde un punto de vista femenino, escritos por autoras como Ana Rossetti (Los devaneos de Erato), Almudena Guzmán (Poema de Lida Sal, Usted, Calendario, El príncipe rojo) o Aurora Luque (Hiperiónida, Problemas de doblaje, Camaradas de Ícaro).

## Años noventa: entre el realismo y la metafísica
Algunos poetas tienden a una cierta conciliación de posturas. Entre otros, Jorge Riechmann, Eduardo García, los últimos libros de Carlos Marzal y Vicente Gallego. Riechmann evoluciona desde una poesía metafísica y hermética (Cántico de la erosión) hasta una comprometida con la sociedad (El día que dejé de leer El País). Gallego comenzó con un periodo reflexivo (La luz, de otra manera) al que fue incorporado meditaciones sobre la vida actual y las relaciones de pareja (La plata de los días). Fernando Beltrán, tras su manifiesto en favor de una "poesía entrometida", orientará parte su voz poética a un lado social, sin abandonar el estilo que comenzó con Aquelarre en Madrid. Fruto de esta conciliación son también las voces de Antonio Moreno Guerrero, Miguel Ángel Velasco, Luis Muñoz, Álvaro García, Lorenzo Plana y Lorenzo Oliván. En un plano más abierto al experimentalismo y a una relectura irónica de la vanguardia, se hallan las obras de Jorge Gimeno y Javier Codesal.
Por otro lado, recogiendo la herencia del realismo sucio, surge una poesía centrada en explorar emociones que redundan en el hastío y el desengaño. Los autores principales en esta línea son Roger Wolfe, Karmelo C. Iribarren y Pablo García Casado.
Una nueva tendencia, a la que parte de la crítica ha venido a denominar poesía de la conciencia, se forma en una poesía de fuerte raigambre social, alrededor tanto de los encuentros poéticos organizados en Moguer con el nombre de Voces del extremo como a través de diversos movimientos de izquierda anticapitalista. Autores en esta línea serían Antonio Orihuela, Isabel Pérez Montalbán, Jorge Riechmann, Antonio Méndez, David González y Enrique Falcón.
Otro lugar importante lo ocupa Aurelio González Ovies, cuya no adhesión a ninguna de estas tendencias poéticas enfrentadas en España a finales del siglo XX le hizo quedarse en una tierra franca que le permitió profundizar con total libertad en su trabajo poético creando una voz propia e inconfundible como se refleja en la Antología Esa luz tan breve (Poesía, 1988-2008).

## Generación poética del 2000
Se trata de una generación estudiada, entre otros, por el crítico Luis Antonio de Villena en su antología La inteligencia y el hacha. Un panorama de la Generación poética de 2000. Según este autor, esta generación subvierte radicalmente los presupuestos de la poesía de la experiencia. Se incluirían en ella desde poetas asociados por otros críticos a una continuación de la poesía de la experiencia, como Juan Antonio González Iglesias, Álvaro García, Luis Muñoz, Lorenzo Oliván o Lorenzo Plana, a poetas ya plenamente representativos de una visión más distanciada, ya sea a través de la ironía, como Jorge Gimeno, o a través de la denuncia social, como Isabel Pérez Montalbán.
Otros críticos consideran que la poesía más reciente, partiendo de la base de que ya no es poesía de la experiencia, se mueve en muy diversos frentes sin que se pueda hablar en ningún caso de una escuela predominante. Incluso dentro de cada grupo las diferencias son enormes y en muchos casos un poeta se puede adscribir a varios de ellos. Así, de este modo se produce en algunos poetas una vuelta al tratamiento de los temas humanos y sociales con un tono grave pero con leves cesiones a la ironía, Ana Isabel Conejo, Adolfo Cueto, Vanesa Pérez-Sauquillo, Luis Bagué Quílez, Carlos Contreras Elvira, Julia Piera, Ariadna G. García, Miriam Reyes, Ben Clark, Mario Cuenca Sandoval o Martín López-Vega, alternado con un tono expresionista y existencial donde se situarían Julio Mas Alcaraz y José Daniel García. Otros poetas se adscriben de alguna manera a la herencia dialéctica entre la tradición y la vanguardia, como Carlos Pardo, Juan Carlos Abril, Abraham Gragera, Juan Antonio Bernier, Rafael Espejo, Josep M. Rodríguez, Juan Manuel Romero, Julio César Galán, Andrés Navarro o Antonio Portela.
Estos y otros poetas nacidos a mediados de los sesenta habrían adelantado presupuestos compositivos de superación radical de la poesía de la experiencia presentes a su vez en poetas algo más mayores como Julieta Valero, Marcos Canteli, Mariano Peyrou, Carmen Hernández Zurbano, Ana Gorría, José Luis Rey, Antonio Lucas, o Alberto Santamaría, o más jóvenes, como Rafael Saravia, Elena Medel, Fruela Fernández, José Ignacio Montoto, Juan Andrés García Román, Alejandra Vanessa, Antonio Mochón, Unai Velasco, Ángelo Néstore, David Leo García y Luna Miguel, entre otros, muchos de ellos publicados en la editorial (desaparecida en 2012) DVD de Barcelona. Las características principales de este núcleo último sería la superación de los referentes nacionales y la escritura neovanguardista, desde una visión netamente posmoderna y novísima, cercana al collage heteróclito, sin renunciar a juegos intrascendentes y argumentos puramente literarios y culturalistas, que se desentiende de las preocupaciones y necesidades del lector.
No obstante, habría que tener en cuenta también que en la línea opuesta se encuentran también otros jóvenes poetas que continúan en la estela de la poesía de la experiencia, como son Raquel Lanseros, Daniel Rodríguez Moya y Fernando Valverde. Aun así, existen otros grupos y corrientes estilísticas, que muchas veces dependen de un solo libro o autor. En ese sentido algunos poetas escriben una poética confesional centrada en el yo poético. Ejemplos serían Alfonso Berrocal o Pablo Méndez. Otro grupo sería el denominado "lanzarotistas", moderados por Sánchez Robayna, grupo en el que destaca Rafael-José Díaz. O por otro lado el poeta Francisco Acuyo, creador inclasificable, con un universo poético personalísimo. También se puede hablar de un grupo de poetas continuadores de la herencia rilkeana, con antecedentes en Claudio Rodríguez y Vicente Valero: Javier Cánaves, Javier Cano, José Antonio Gómez Coronado o Javier Vela. Desde la Barcelona que escribe en castellano destaca el Colectivo Delaonion, compuesto por Álex Chico, Jordi Corominas i Julián, Iván Humanes, Laia López Manrique y Juan Salido-Vico, cinco voces diferentes que tienen en su heterogeneidad su punto de unión.
También merece unas palabras el grupo que podría denominarse Escuela soriana de poesía. Sin que haya una fundación en origen, se puede incluir una serie de poetas que escriben y colaboran alrededor de la Asociación Cultural "Soria Edita" y del Ateneo Círculo Amistad Numancia. Destacan nombres como los de Silvano Andrés de la Morena, Fermín Herrero o César Ibáñez París. Asimismo, aunque escribe en Madrid, hay que destacar como un importante poeta contemporáneo al crítico de arte Enrique Andrés Ruiz. Se puede percibir una poesía de alta calidad en todos ellos, así como apreciar diversas tendencias temáticas y formales, que no dejan al margen la recuperación para el lenguaje poético del rico vocabulario de las sociedades rurales de la Vieja Castilla. Entre las publicaciones colectivas, cabe destacar la antología titulada Cierzo soriano. Poetas para el siglo XXI.

## Poesía española en elsigloXXI: diversidad de estéticas
El panorama poético español del siglo XXI se caracteriza por una extraordinaria diversidad de voces y estilos, reflejando la complejidad de la sociedad contemporánea. Las primeras décadas de este siglo han visto surgir nuevas tendencias y la evolución de otras ya existentes, creando un tapiz literario variado y dinámico.

Entre los poetas más destacados de este periodo se encuentran Luis Bagué Quílez, conocido por su reflexión social y cuidado formal; Raquel Lanseros, con su poesía intimista, comprometida y reflexiva; Juan Antonio González Iglesias, que fusiona la tradición clásica con temas contemporáneos; y Andrés Neuman, cuya obra tiene un marcado tono cosmopolita. Ada Salas continúa desarrollando una poética del silencio y la contención. Otros poetas relevantes incluyen a Carlos Pardo, Juan Carlos Abril, Abraham Gragera, Erika Martínez, Josep M. Rodríguez, Andrés Navarro, Antonio Portela, Mariano Peyrou, Ana Gorría, José Luis Rey, Antonio Lucas y Alberto Santamaría. Entre los más jóvenes, destacan Elena Medel, Fruela Fernández, José Ignacio Montoto, Juan Andrés García Román, Alejandra Vanessa, Luna Miguel, Begoña M. Rueda, Pablo Benavente, Sara Búho, Andrea Valbuena, Raquel Vázquez, Remei González Manzanero, Antonio Mochón.
La visibilidad de las voces femeninas en la poesía española contemporánea ha aumentado significativamente, con autoras como Ángela Segovia, Berta García Faet, Elena Medel, Luna Miguel, Miriam Reyes, Yolanda Castaño, Sofía Castañón y Remei Manzanero, entre muchas otras, contribuyendo a una mayor diversidad en el panorama poético y a una transformación más amplia en la sociedad española, donde las perspectivas y experiencias de las mujeres están ganando un mayor reconocimiento y valoración en todos los ámbitos culturales y sociales.
En el ámbito de la poesía performativa y el spoken word, han destacado figuras como Escandar Algeet, Adriana Bertran y Sofía Castañón, ampliando las fronteras de la expresión poética más allá de la página impresa.
En el campo de la crítica literaria, obras como "El canon abierto" (2015) de Remedios Sánchez han sido fundamentales para entender y analizar las nuevas tendencias poéticas. Sánchez ofrece una visión amplia del panorama poético español contemporáneo, proporcionando un marco teórico esencial para comprender su complejidad y riqueza.
La poesía española del siglo XXI se define, en suma, por su pluralidad y dinamismo. La convivencia de múltiples tendencias, la exploración de nuevos canales de difusión y la emergencia de voces potentes auguran un futuro vibrante para la lírica española, que continúa reinventándose y adaptándose a los desafíos del tiempo actual.